# Stazione di Rovato Centro
La stazione di Rovato Centro, fino al 2019 Rovato Città, è una fermata ferroviaria della linea Bornato-Rovato, nata storicamente per servire l'abitato di Rovato, dato che è posizionata nei pressi del centro cittadino.

## Storia
La fermata fu aperta all'esercizio il 4 settembre 1911 assieme alla linea Iseo-Rovato con il nome di "Rovato Città".
Dopo la soppressione del servizio viaggiatori sulla Bornato-Rovato avvenuta nel 1975, l'impianto cadde in disuso.
Solo nel primo decennio del XXI secolo, l'impianto fu impiegato come fermata per alcuni treni turistici organizzati dalle FTI - Ferrovie Turistiche Italiane (FBS e FTC) sulla Rovato-Iseo.
Fra luglio e agosto 2010, furono ricostruiti i marciapiedi secondo le coeve norme di sicurezza. Il servizio passeggeri presso quest'impianto fu di conseguenza riaperto il 9 agosto.
Il 9 dicembre 2018 fu nuovamente chiusa a seguito della soppressione del servizio viaggiatori sulla Bornato-Rovato.
Con il cambio d'orario del 15 dicembre 2019, la denominazione fu cambiata in "Rovato Centro".

## Strutture e impianti
Il fabbricato viaggiatori, della tipica forma della fermata della Brescia-Iseo-Edolo, è stato restaurato ed è sede della Polisportiva Sant'Andrea di Rovato. L'esterno è stato tinteggiato in rosa e presenta l'insegna in rilievo tipico delle fermate e delle stazioni costruite dalla Società Nazionale Ferrovie e Tramvie (SNFT).
L'impianto presenta un solo binario passante, servito da una banchina, lunga 60 m.

## Movimento
La fermata è chiusa al servizio viaggiatori.